# Styphelia albicans
Styphelia albicans là một loài thực vật có hoa trong họ Thạch nam. Loài này được (Brongn. & Gris) Sleumer miêu tả khoa học đầu tiên năm 1963.